# Фуертевентура
Фуертевентура је острво које припада Шпанији, део је архипелага Канарских острва, налази се у Атлантском океану 97 km од северозападне обале Африке. У целости представља резерват биосфере заштићен од стране УНЕСКО-а од 26. маја у 2009.
Припада покрајини Лас Палмас, једној од две покрајине које чине Канарска острва, аутономну заједницу у Шпанији. Главни град острва је Пуерто дел Росарио, где се налази и администрација острва. Острво има популацију од 110.299 људи, и четврто је острво по насељености у Канарском архипелагу. Са површином од 1.659,74 km², Фуертевентура је друго острво по величини у овом архипелагу. То је, са тачке гледишта геологије, најстарије од Канарских острва.

## Порекло имена
Назив острва се повезује са јаким ветровима који дувају у овом делу архипелага, а неки извори га повезују и са називом за срећу, богатство или просперитет.
У документима из 1339. године, помиње се као Форте Вентура, а једна од теорија која је највише прихваћена у овом тренутку каже да су Римљани имали острво Fortunatae Insulae што значи Острво срећних.

## Геоморфологија
Фуертевентура, заједно са острвима Ланзароте и Ла Грасиоса, једно је од најсушнијих острва, због тога што се налази најближе обали Афричког континента (97 km).
Дужина обале је скоро 326 km, од којих 77 km чине плаже.

## Клима
Клима Фуертевентура је сушна и припада пустињској клими док је у појединим деловима острва клима суптропска. Температура остаје скоро константна током целе године (21,1 °C, просечна температура). Количина падавина је веома мала.
Феномен који се често дешава због близине обале Африке је измаглица, која се назива још и Канарска прашина. Настаје услед пешчане олује у Сахари, коју на острво доносе ветрови.